# Beethovenhaus Baden

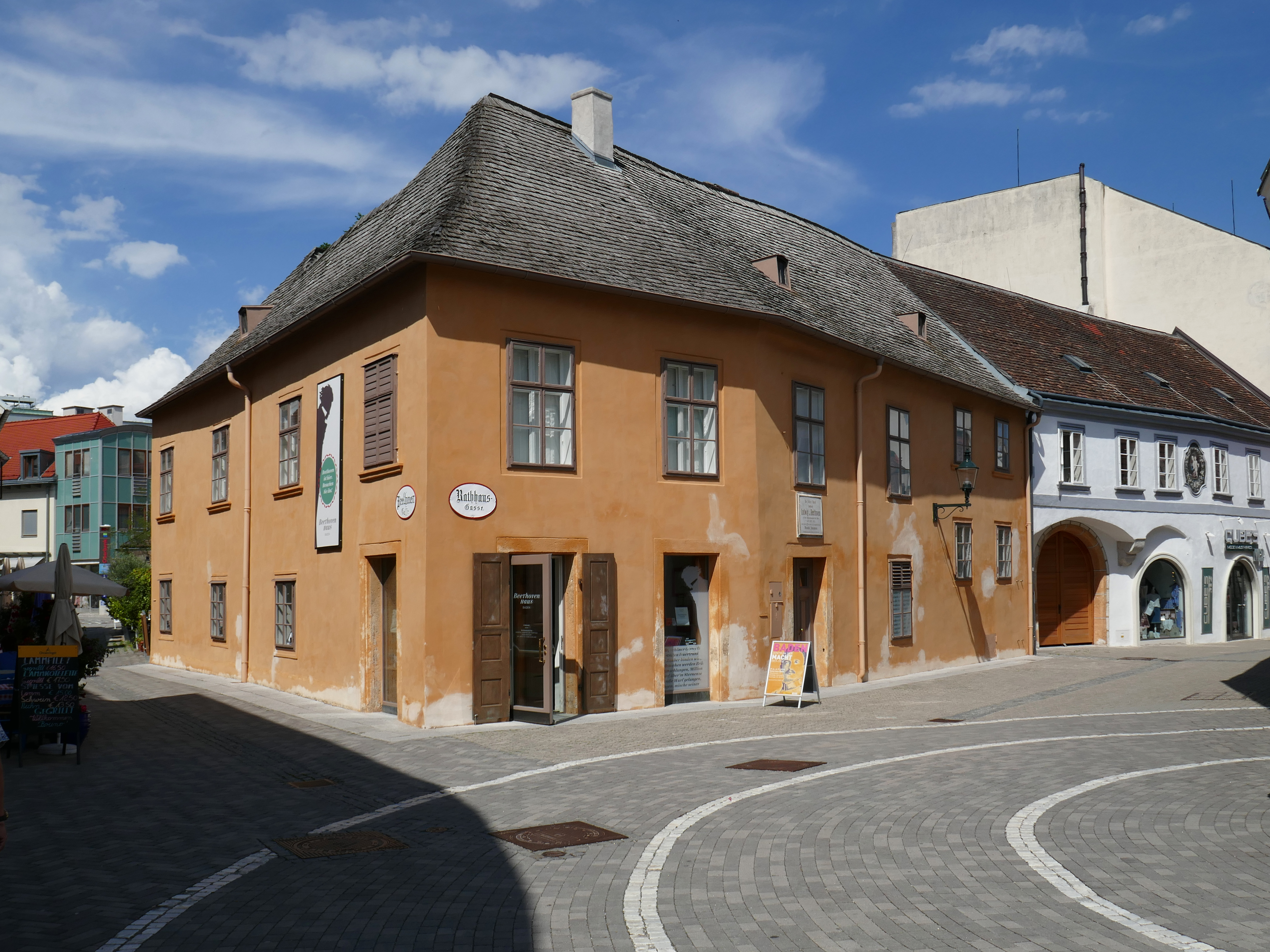
Beethovenhaus Baden

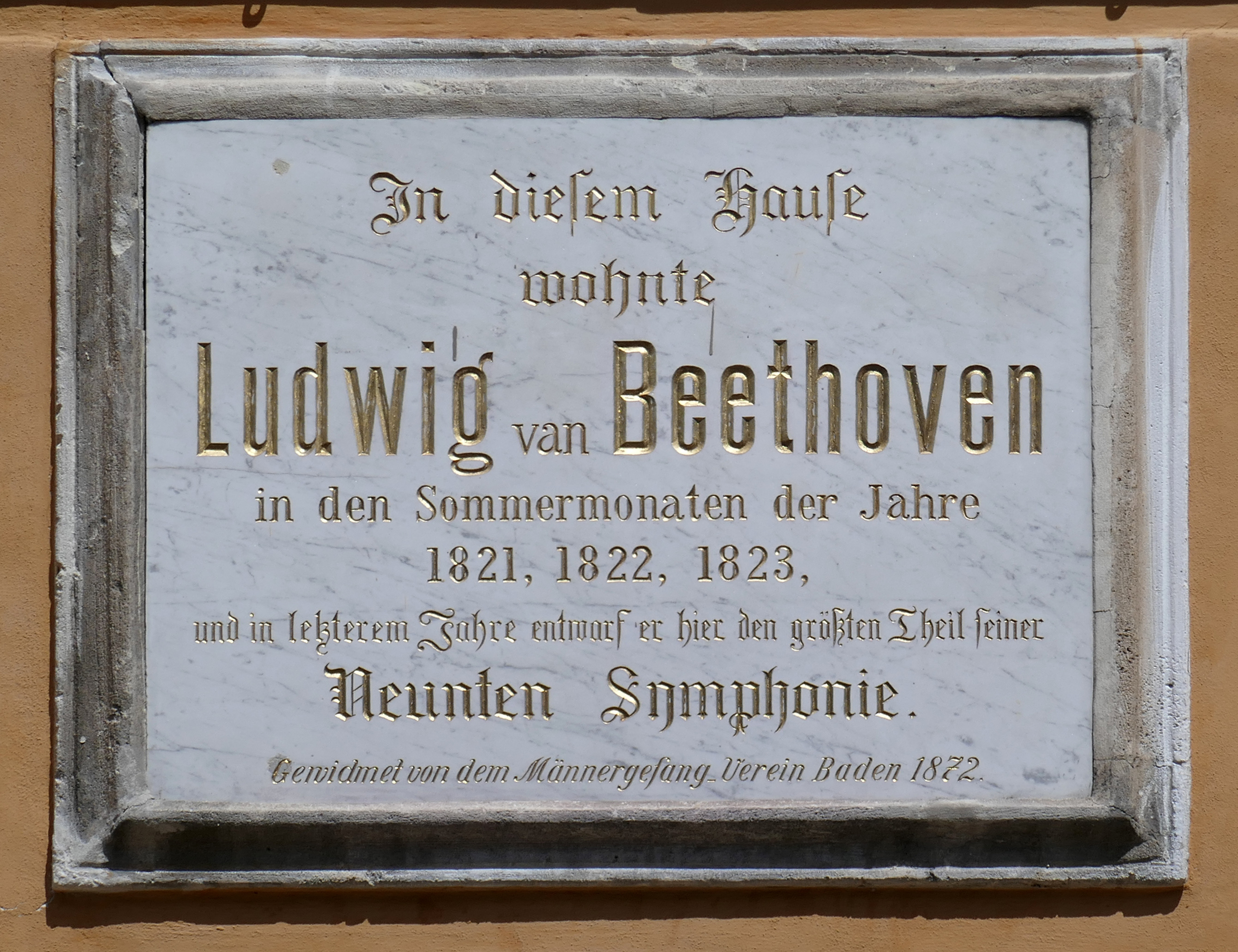
Inschrift auf dem Beethovenhaus

Das Beethovenhaus Baden ist ein Museum in dem ehemaligen Wohnhaus Ludwig van Beethovens in Baden bei Wien. Der Komponist verbrachte 15 Jahre lang seine Sommer in Baden. Im Haus Rathausgasse 10 stieg Beethoven in den Sommern 1821, 1822 und 1823 zur Kur ab. In dieser Zeit schrieb er wesentliche Teile der Neunten Symphonie. Das Beethovenhaus Baden ist auch unter „Haus der Neunten“ bekannt. Es steht unter Denkmalschutz.

## Geschichte des Hauses
Das heutige Beethovenhaus Baden liegt auf einem Areal, das erst im frühen 16. Jahrhundert im Gewährbuch (Grundbuch) des Herzogbades urkundlich erwähnt wurde. Der Bau gehört damit zur ältesten bewohnten Bausubstanz Badens. Das unregelmäßige zweigeschoßige Bürgerhaus ist im Kern dem 16. Jahrhundert zuzurechnen, ebenso die (während des Barock veränderte) Fassade. Die Rathausgasse hieß zu dieser Zeit noch Bäckengasse und war eine der wichtigsten Straßenverbindungen der Stadt. Das Beethovenhaus Nr. 10 und das benachbarte Haus Nr. 8 bildeten ein Gebäude. Die ersten genannten Besitzer waren Claus Khern und dessen Frau. Beide verschwanden im Zuge der Wirren des ersten Türkeneinfalls 1529 spurlos.
Die Liegenschaft wechselte häufig den Besitzer, unter ihnen ein kaiserlicher Capellsinger, ein Kürschner, Maurermeister, Schlosser, Kupferschmiede, Bäcker und ein Doktor der Medizin und Philosophie. Für die Entwicklung der Liegenschaft war der Kauf der Brüder Bartholomäus und Hans Klotz im Jahr 1678 von Bedeutung. Sie teilten die Liegenschaft in die beiden bis heute bestehenden Häuser. Das im Kern spätmittelalterliche, im 17. und 18. Jahrhundert erweiterte und wiederholt umgebaute Handwerkerhaus im Zentrum Badens wurde im Jahr 1808 vom Kupferschmied und Landkutscher Johann Bayer und dessen Frau Ursula erworben. Auf dieses Ehepaar gehen Wandmalereien zurück, die im Zuge der Bauforschung entdeckt und freigelegt wurden.
Das Ehepaar Bayer erwarb neben dem Haus auch den nördlich anschließenden Garten, in dem sich heute die Galerie des Badener Kunstvereins befindet. Dendrochronologische Untersuchungen beweisen, dass das Haus zwischen 1808 und 1810 für die Unterbringung von Touristen adaptiert wurde. Zu den Gästen gehörte in den Jahren 1821, 1822 und 1823 „Ludwig van Beethoven, Tonsetzer“ – wie in der Kurliste dieser Jahre zu lesen ist. Unter anderem schrieb der Komponist hier wesentliche Teile seiner Neunten Symphonie.
Mindestens dreizehn Sommer verlebte Beethoven ab 1804 in Baden, wenn man von den wissenschaftlich gesicherten Aufenthalten ausgeht. Sein Logisgeber war hier im Spätsommer 1821 der die Liegenschaft innehabende Kupferschmied Johann Bayer. Auch 1822 und 1823 wohnte der Komponist im ersten Stock des Hauses. Die straßenseitig gelegene Wohnung gliederte sich – wie heute noch zu besichtigen – in Vorraum, Schlafraum und Arbeitszimmer. Beethoven hatte in Ermangelung von Papier bisweilen die Gewohnheit, für Notizen die in die Rathausgasse aufschlagenden Fensterläden der Wohnung zu benutzen. 1823 kam der Komponist, der als unruhiger, ungenierter Mieter fast nie ein Quartier ein zweites Mal erhielt, nur unter der Bedingung wieder im Hause unter, dass er sich bereit erklärte, die vom Hausherrn Bayer zwischenzeitlich brettweise als Beethoven-Memorabilien verkauften Fensterbalken auf seine Kosten zu ersetzen. Noch im selben Jahr wurde in der Wohnung am Kanon Kühl, nicht lau der Neunten Sinfonie gearbeitet.
Als Handwerkerhaus barg das Gebäude nach einer Kupferschmiede seit etwa 1870 eine Bäckerei; 1962 übernahm es die Stadt Baden, und am 18. Juni 1965 wurden vom stellvertretenden Landeshauptmann Rudolf Hirsch die Wohnräume Beethovens als (1989/90 erweiterte) Gedenkstätte eröffnet. An die Stelle der Bäckerei trat ein Andenken- und Antiquitätengeschäft. Die an der Straßenfassade angebrachte Gedenktafel war 1872 vom Badener Männergesangverein gewidmet worden.

## Geschichte des Museums

### Eröffnung
Im Jahr 1962 erwarb die Stadtgemeinde das zuletzt als Bäckerei genutzte Bürgerhaus. Am 18. Juni 1965 wurde im ersten Stock die im Jahr 1989 erweiterte Beethovengedenkstätte eröffnet.

### Umbau zum neuen Beethovenhaus Baden
Im Jahr 2012 wurde die letzte Wohnung im Haus frei (das Erdgeschoß war zuletzt von einer Antiquitätenhandlung gepachtet gewesen), und es konnte die grundlegende Sanierung des Objekts begonnen werden. Die begleitende umfassende Bauforschung brachte die Geschichte des Hauses seit dem Spätmittelalter zutage.
Das Haus wurde ab 2013 unter der Leitung von Kulturstadtrat Hans Hornyik von Messner-Lotterberger-Architekten adaptiert. Rapp&Wimberger inszenierten in dem Haus eine zeitgemäße Präsentation, in der der Mensch Ludwig van Beethoven ebenso erlebbar ist wie seine Musik. Alfred Willander hat das Team wissenschaftlich beraten. Das neue Beethovenhaus Baden wurde im Herbst 2014 eröffnet.

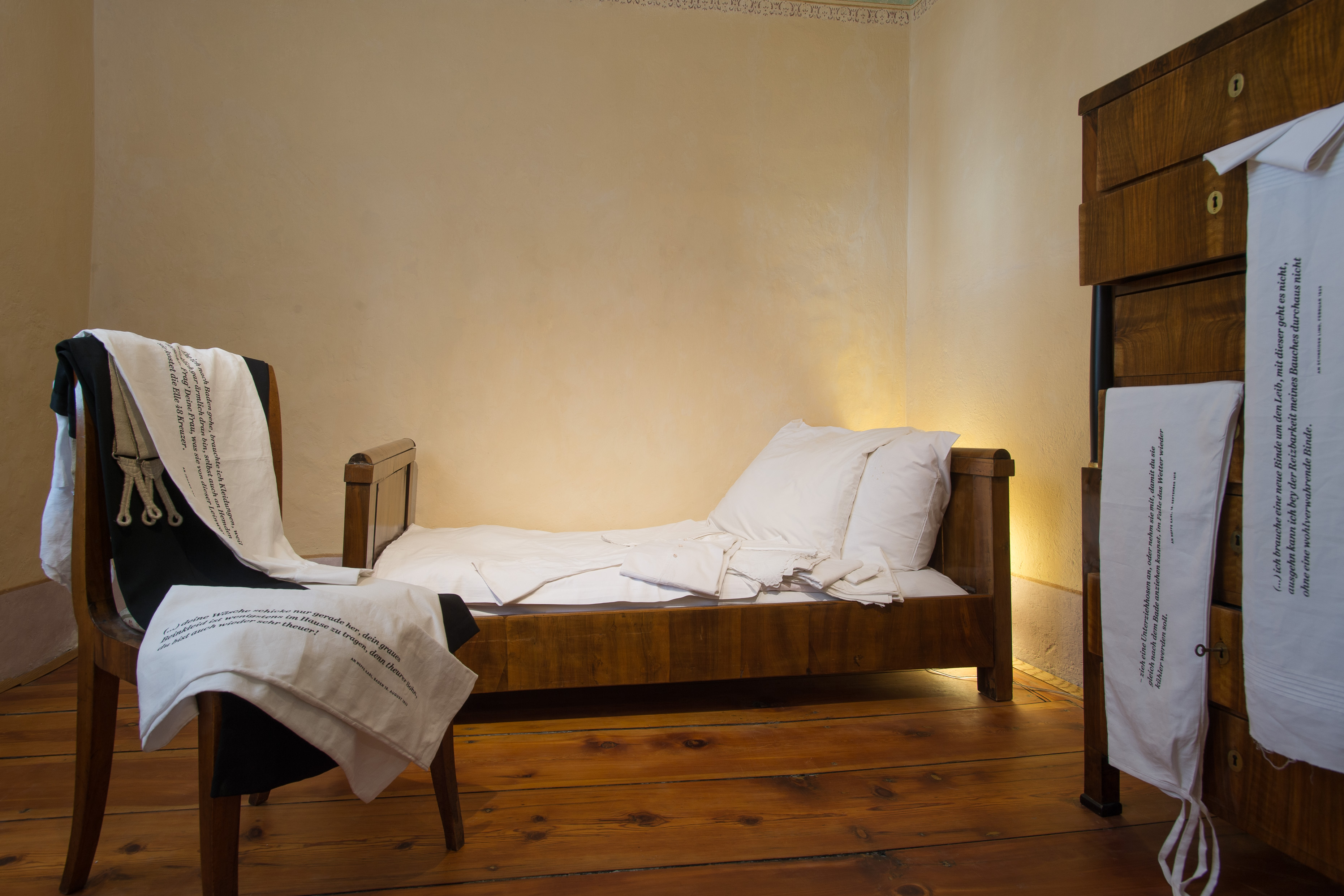
Beethovenhaus Baden, Schlafzimmer
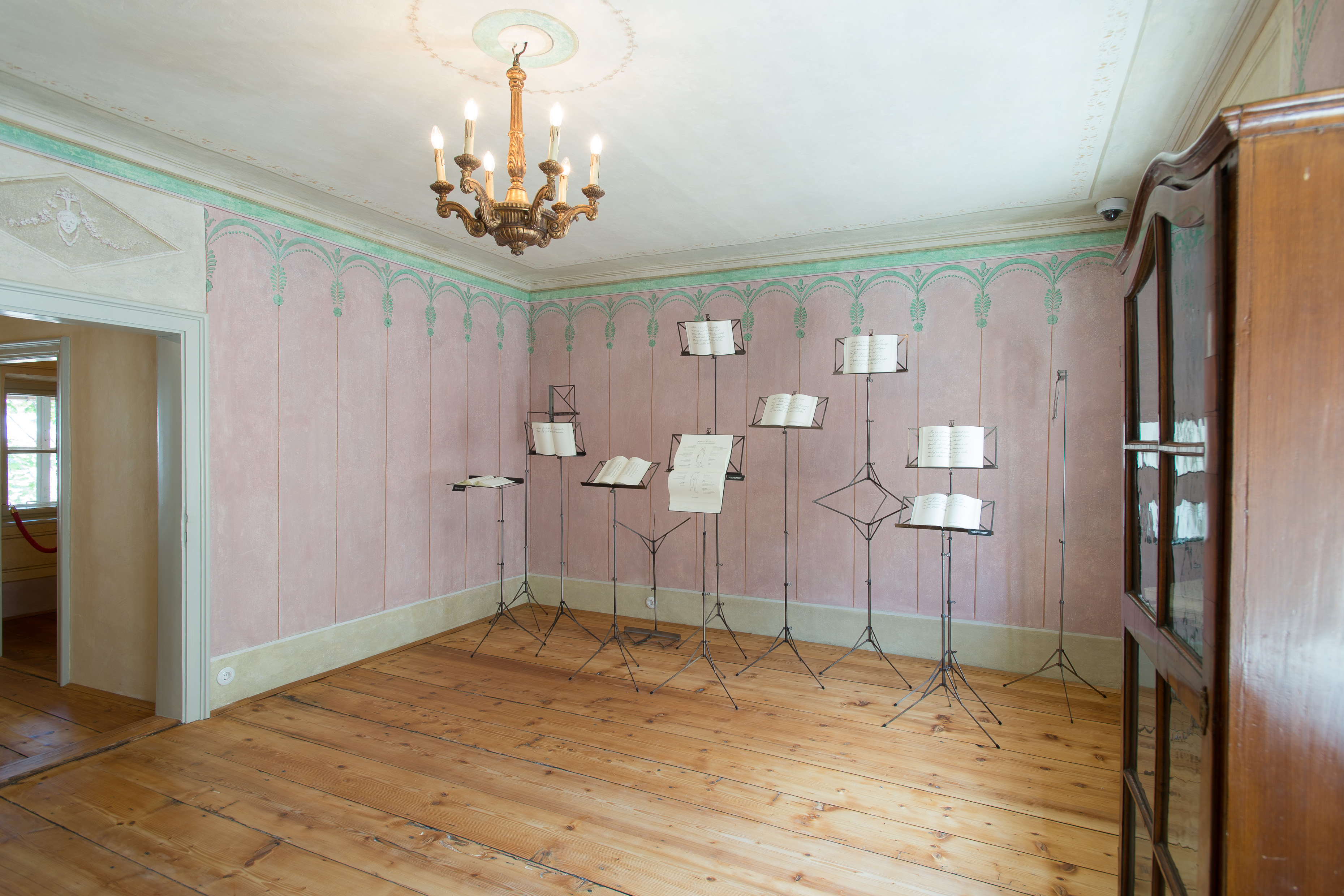
Beethovenhaus Baden, ehem. Wohnräume
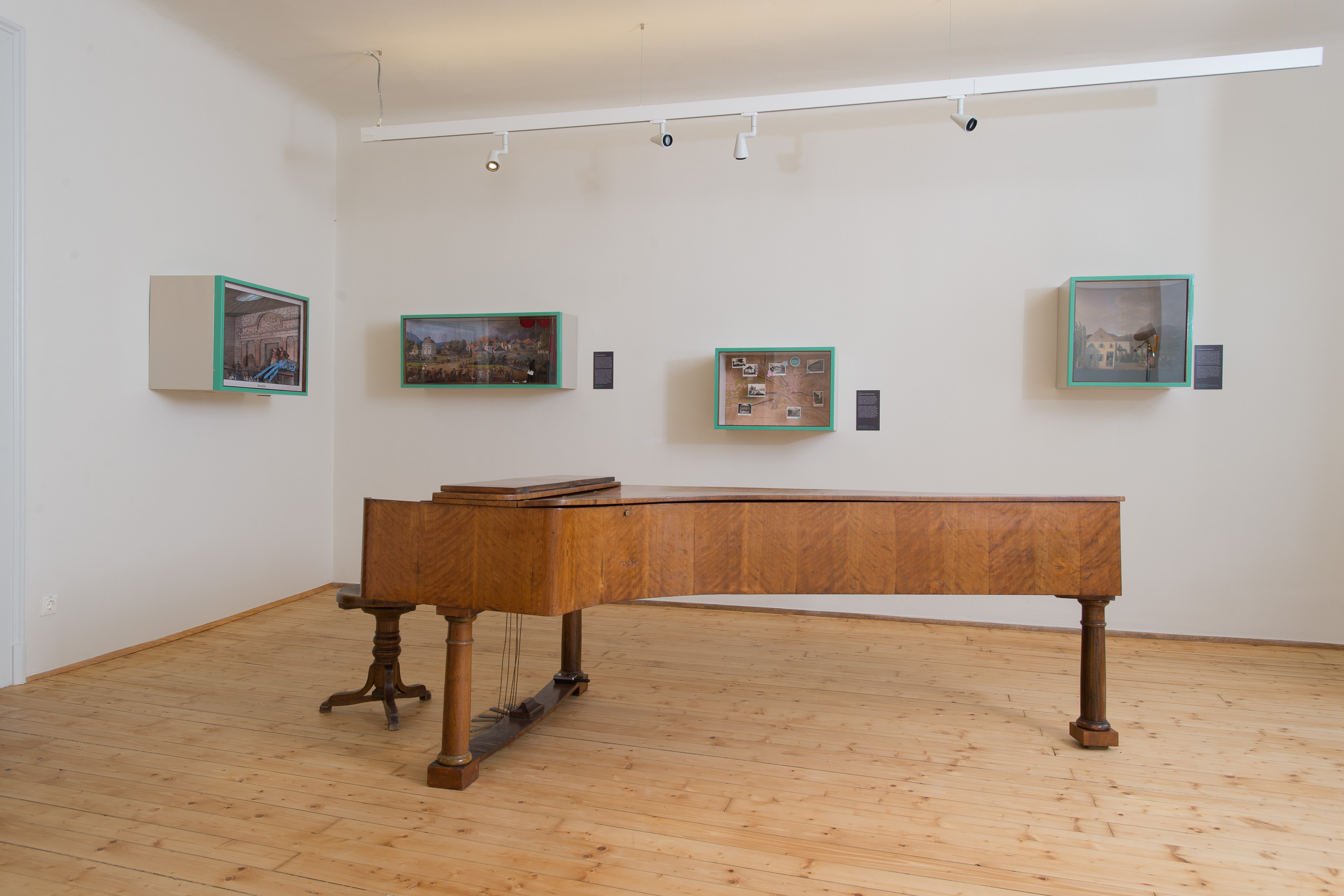
Beethovenhaus Baden, Arbeitsplatz Baden
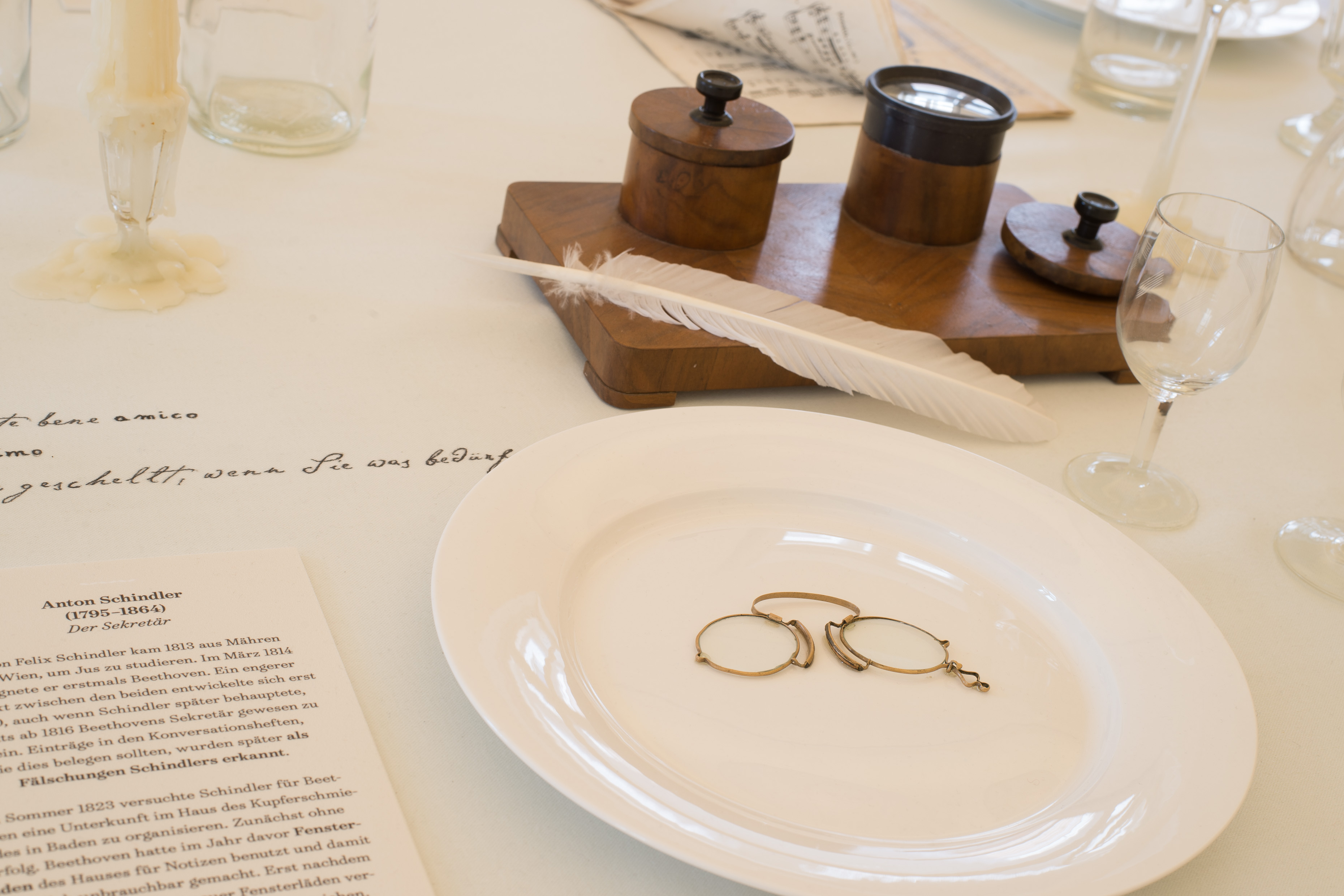
Beethovenhaus Baden, Menschen um Beethoven
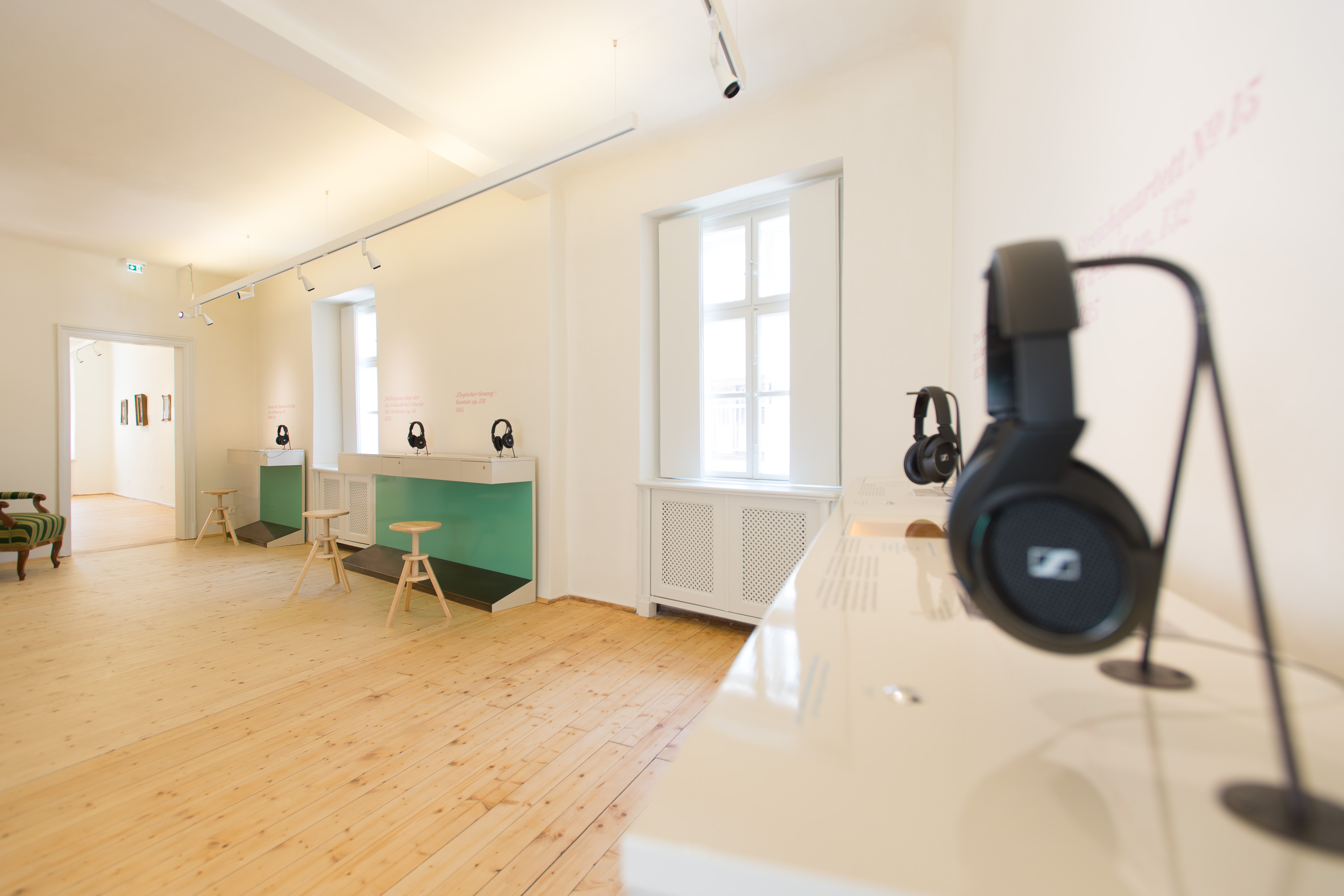
Beethovenhaus Baden, Hörstation
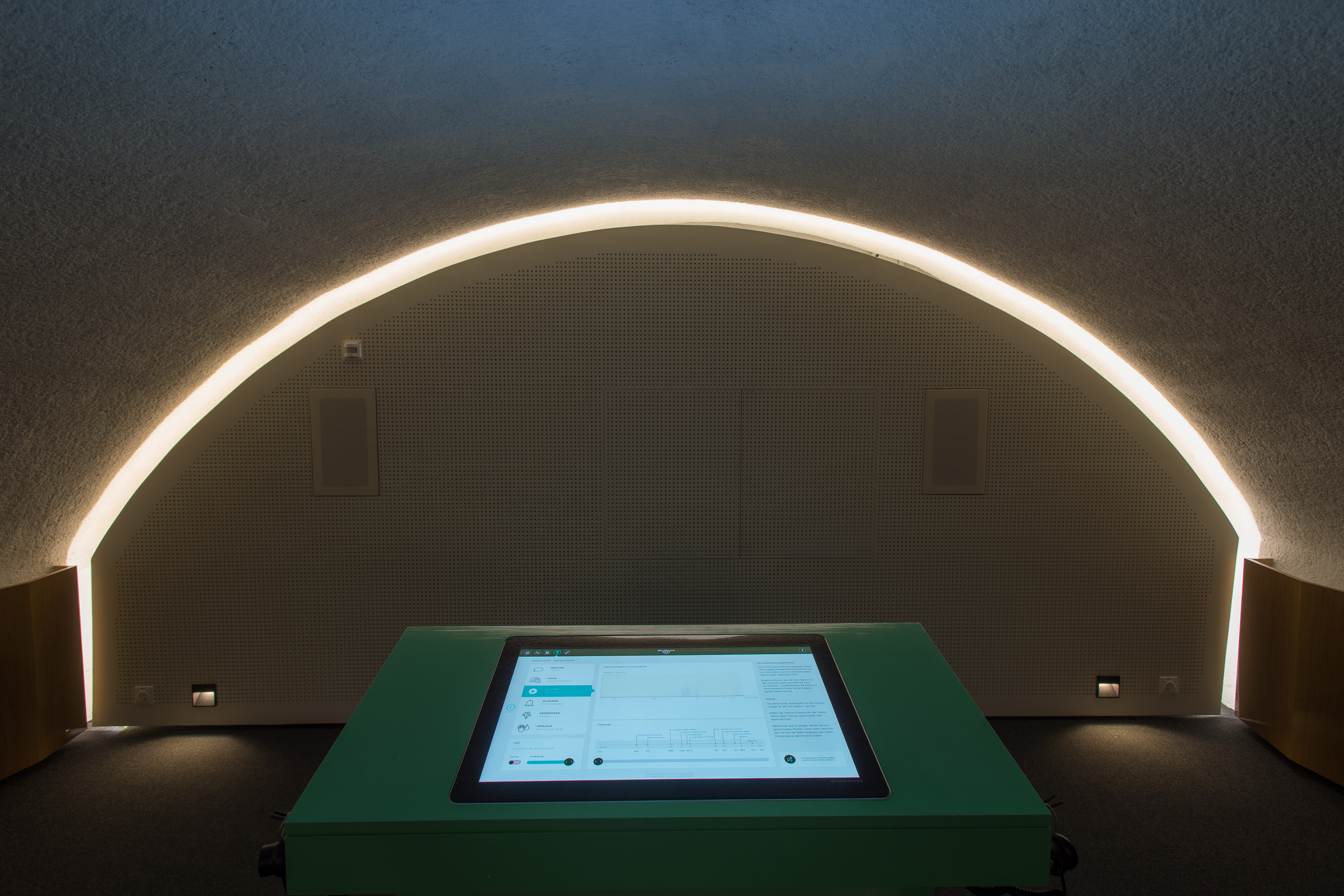
Beethovenhaus Baden, Hörlabor

## Gestaltung
Die Schauräume sind auf drei Ebenen eingerichtet. Im obersten Stockwerk sind die ehemaligen Wohnräume zu sehen. Der Raumablauf folgt einer auf das Haus zugeschnittenen Dramaturgie. Ein eigener Raum ist den Kompositionen gewidmet, die Beethoven in Baden geschaffen hat. Zum Beispiel Wellingtons Sieg (op. 91), das zu seinen Lebzeiten populärste Werk, die Missa Solemnis (op. 123) oder die späten Streichquartette (op. 130, op. 132).
Im von Beethoven selbst nicht genutzten Erdgeschoß und im Untergeschoß werden mit modernen digitalen Mitteln seine Musik, insbesondere die Neunte Symphonie sowie die Geheimnisse des Hörens von Musik thematisiert. Im Erdgeschoß geht es darum, den Besuchern die Neunte Symphonie auf unterschiedliche Weise zu vermitteln. Sie ist zum Großteil in Baden komponiert worden. Ein eigener Ausstellungsraum ist dem vierten Satz der Symphonie gewidmet, der Grundlage der Europahymne.